# Michelle Barthel

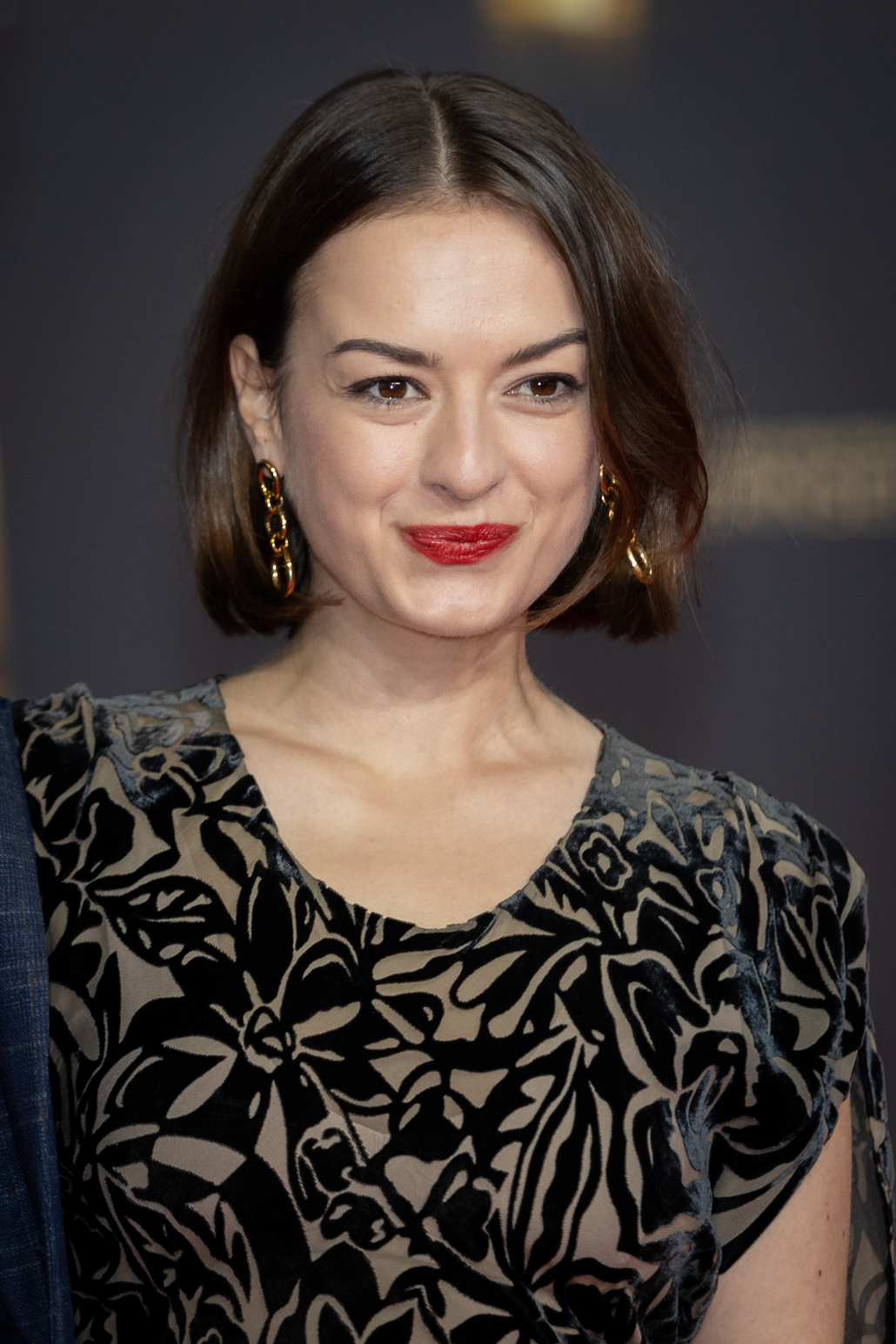
Michelle Barthel (2022)

Michelle Barthel (* 30. Juli 1993 in Remscheid) ist eine deutsche Schauspielerin.

## Leben
Michelle Barthel wuchs in Nottuln-Schapdetten auf und besuchte das Mädchengymnasium Marienschule in Münster, wo sie 2012 Abitur machte. Dort spielte sie auch in der Theater-AG. Ihre ersten Schauspielerfahrungen sammelte sie in der Theatergruppe Bühnenecho in Nottuln-Schapdetten.
Ihre erste größere Rolle war die der Franzi im Kinofilm Der zehnte Sommer von Jörg Grünler aus dem Jahr 2003. 2009 spielte sie neben Max Hegewald die Hauptrolle in dem Sozialdrama Keine Angst von Regisseurin Aelrun Goette. Der Film wurde 2010 mit dem Goldenen Gong ausgezeichnet. 2011 erhielt er den Grimme-Preis, wobei auch Barthel selbst Preisträgerin war. Für ihre Darstellung erhielt Michelle Barthel zudem den FIPA D’OR, die Auszeichnung als „Beste Schauspielerin international“ beim Internationalen Fernsehfestival 2010 in Biarritz, den Förderpreis beim Deutschen Fernsehpreis 2010 sowie den Marler Fernsehpreis für Menschenrechte. Im September 2009 drehte sie die Kölner Tatort-Folge Schmale Schultern, die im September 2010 ausgestrahlt wurde. Im Januar 2011 war sie im Ludwigshafener Tatort Tödliche Ermittlungen, im Februar 2011 im Hamburger Tatort Leben gegen Leben, im März 2012 im Münsteraner Tatort Hinkebein sowie im November 2018 im Tatort Treibjagd zu sehen. 
Darüber hinaus spielte sie eine der Hauptrollen in der Netflix-Serie Wir sind die Welle und wirkte in Der Boden unter den Füßen unter der Regie von Marie Kreutzer mit, der im Wettbewerb der Internationalen Filmfestspiele Berlin gezeigt wurde.

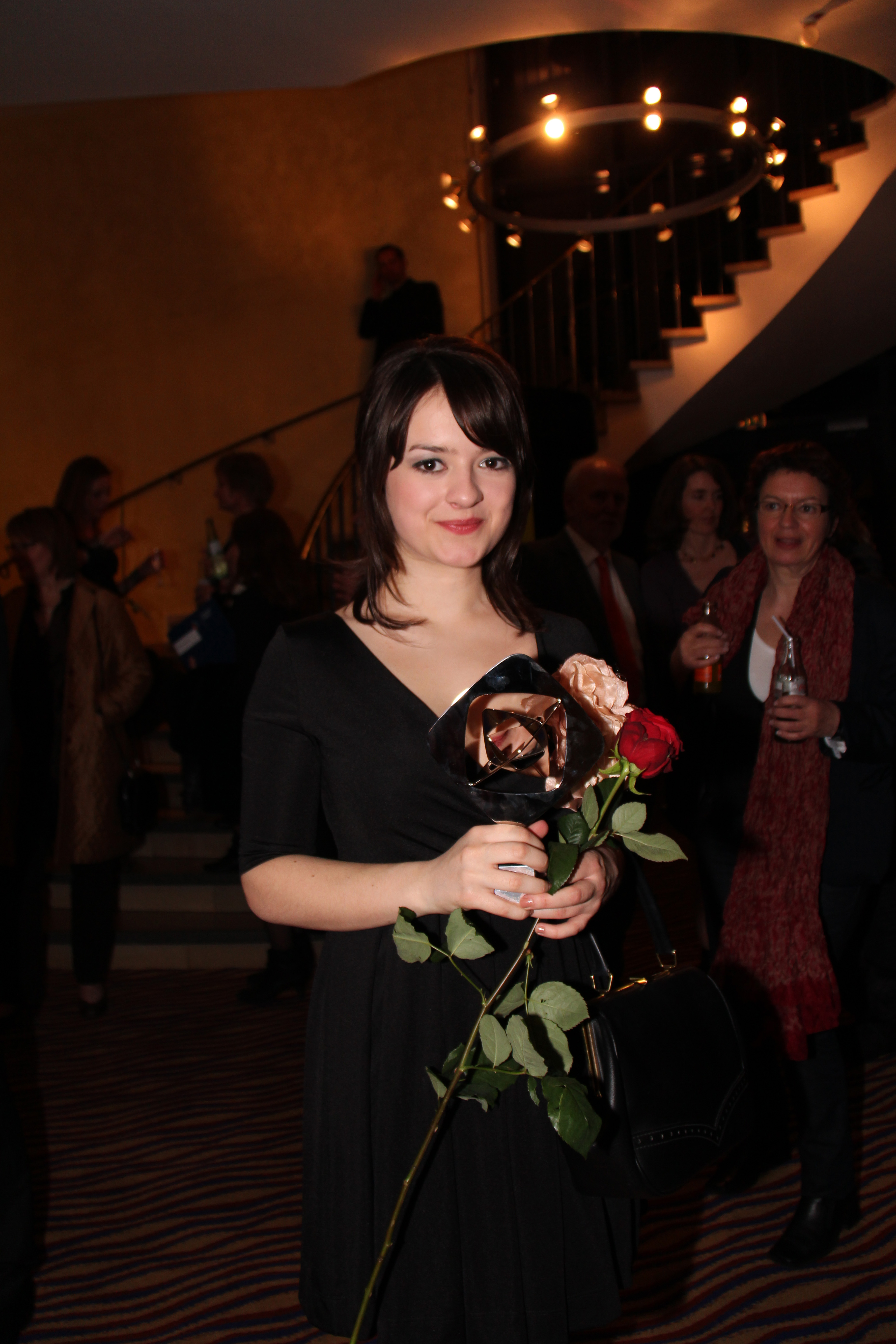
Die Grimme-Preisträgerin Michelle Barthel bei der Verleihung 2011

Inzwischen wohnt Barthel in Berlin.

## Filmografie (Auswahl)
- 2003: Der zehnte Sommer
- 2004: Halt durch, Paul!
- 2009: Keine Angst
- 2010: Tatort: Schmale Schultern
- 2010: Tatort: Leben gegen Leben
- 2011: Freilaufende Männer
- 2011: Tatort: Tödliche Ermittlungen
- 2011: Polizeiruf 110: Ein todsicherer Plan
- 2012: Ein starkes Team: Die Gottesanbeterin
- 2012: Tatort: Hinkebein
- 2012: Halbe Hundert
- 2012: Eine Frau verschwindet
- 2013: SOKO Stuttgart – Undercover
- 2013: Spieltrieb
- 2013: Mord in den Dünen
- 2014: SOKO Köln – Wer ohne Sünde ist
- 2014: Liebe am Fjord – Die Frau am Strand
- 2014: Ein Reihenhaus steht selten allein
- 2014: In der Falle
- 2014: Küstenwache – Fluch der Wahrheit
- 2014: SOKO 5113 – Der Turm
- 2015: Heldt – Heißes Eisen
- 2015: Der Kriminalist – Kleine Schritte
- 2015: Bella Block: Die schönste Nacht des Lebens
- 2015: SOKO Stuttgart – Klug & perfide
- 2015: Hans im Glück
- 2016: Der Tel-Aviv-Krimi – Tod in Berlin
- 2016: Neues aus dem Reihenhaus
- 2016: Der Opa wohnt jetzt im Himmel
- 2016: Dead Girls Don’t Love
- 2016: Tempel (6-teilige Fernsehserie)
- 2017: Ein Fall für zwei – Der Abschiedsbrief
- 2017: Eine Braut kommt selten allein
- 2017: Ein starkes Team: Familienbande
- 2018: Der Staatsanwalt – Die Enkelin
- 2018: Tatort: Treibjagd
- 2019: Der Boden unter den Füßen
- 2019: Letzte Spur Berlin – Bonuszahlung
- 2019: Wir sind die Welle (6-teilige Fernsehserie)
- 2021: Goldjungs
- 2021: Tatort: Wo ist Mike?
- 2021: Tatort: Masken (Fernsehreihe)
- 2023: Wilsberg: Fette Beute (Fernsehreihe)
- 2024: Letzte Spur Berlin – Bis aufs Blut
- 2024: Toni, männlich, Hebamme – Baby im Korb

## Hörspiele (Auswahl)
- 2022: Emilys Reminder (WDR)[10]